# Amandava
Az Amandava a madarak osztályának verébalakúak (Passeriformes) rendjébe és a díszpintyfélék (Estrildidae) családjába tartozó nem.

## Rendszerezés
A nembe az alábbi 3 faj tartozik:
- tigrispinty (Amandava amandava)
- olajzöld asztrild (Amandava formosa)
- aranymellű asztrild (Amandava subflava)

|  |